# Jekaterina Levsja
Jekaterina Sergejevna Levsja, fødselsnavn Sukhanova (russisk: Екатерина Сергеевна Левша (Суханова) ; født 6. april 1993, i Majkop, Rusland) er en russisk håndboldspiller, som spiller i Metz Handball og tidligere Ruslands kvindehåndboldlandshold.